# Августа фон Брауншайг-Волфенбютел
Августа Каролина Фридерика Луиза фон Брауншайг-Волфенбютел (на немски: Auguste Caroline Friederike Luise von Braunschweig-Wolfenbüttel; * 3 декември 1764, Брауншвайг; † 27 септември 1788, замък Лоде/Колувере, Естония) от род Велфи (Нов Дом Брауншвайг), е принцеса от Брауншайг-Волфенбютел и чрез женитба принцеса на Вюртемберг.

## Живот
Тя е най-възрастната дъщеря на херцог Карл Вилхелм Фердинанд фон Брауншайг-Волфенбютел (1735 – 1806) и съпругата му принцеса Августа фон Хановер от Великобритания (1737 – 1813), дъщеря на принц Фридрих Лудвиг фон Хановер и Августа фон Саксония-Гота-Алтенбург. Племенница е на крал Джордж III от Великобритания и Ирландия. Сестра е на Каролина, омъжена 1795 г. за крал Джордж IV от Великобритания и Ирландия.
Августа се омъжва на 11/15 октомври 1780 г. в Брауншвайг на 16 години за принц Фридрих фон Вюртемберг (1754 – 1816), от 1806 г. първият крал на Вюртемберг. Тя е първата му съпруга. През 1783 г. фамилията отива в руска Финландия, където Фридрих е поставен от Екатерина II Велика за генерал-губернатор. Августа и Фридрих се разделят през 1786 г.
Тя умира на 27 септември 1788 г. на 23 години в замък Лоде в Естония.
- Августа Каролина
- Гробът на Августа в църквата в Куламаа

## Деца
Августа и Фридрих имат 4 деца:
- Вилхелм I Фридрих Карл (1781 – 1864), крал на Вюртемберг

∞ 1816 велика княгиня Екатерина Павловна (1788 – 1819)
- Фридерика Катарина София Доротея (1783 – 1835)

∞ 1807 за Жером Бонапарт (1784 – 1860), крал на Вестфалия
- Авуста София Доротея Мария (1783 – 1784)
- Паул Фридрих Карл (1785 – 1852), руски генерал-лейтенант

∞ 1805 принцеса Шарлота фон Саксония-Хилдбургхаузен (1787 – 1847)